# Pilotaje con visión remota

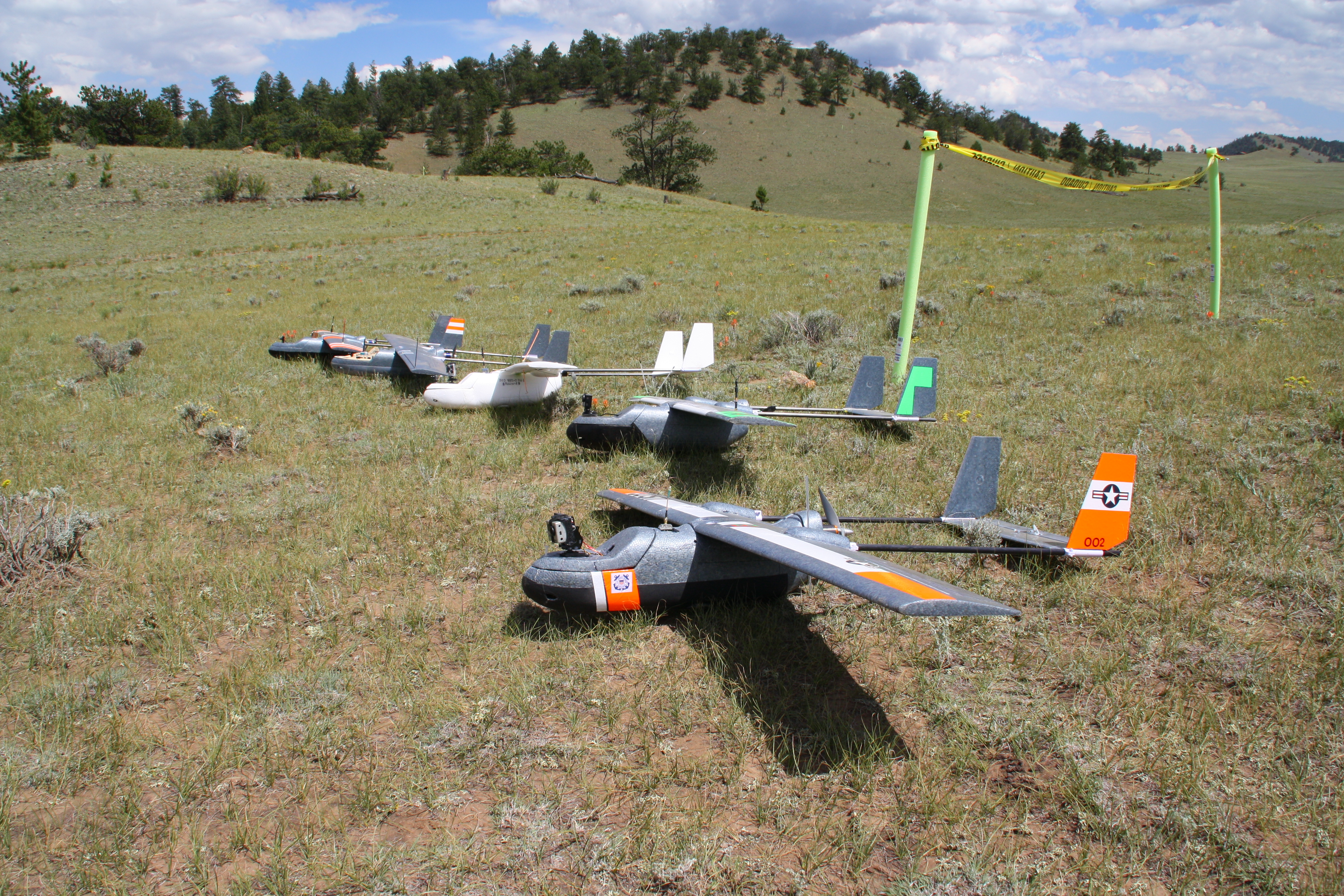
Avión teledirigido con visión remota

El pilotaje con visión remota o pilotaje en inmersión es un procedimiento que consiste en dirigir un modelo teledirigido (avión, helicóptero, aerotrén, coche, etc.) por medio de una cámara de vídeo a distancia y de una pantalla o unas gafas de vídeo.
En inglés, este procedimiento se denomina « FPV » de « First Person View ».
Esta disciplina estaba reservada a los industriales (robótica) así como a los ejércitos (drones) pero con los progresos de la tecnología y sobre todo un declive de los costes de fabricación de las micro-cámaras y de los micros-emisores el pilotaje en inmersión se ha democratizado relativamente desde 2006.
El piloto puede utilizar unas gafas de vídeo que permiten ver en tiempo real la imagen de la cámara. 
El término de « pilotaje en inmersión » es el resultado de discusiones de varios usuarios de esta disciplina. Otros términos han sido apartados como el « pilotaje virtual » o « vídeo-pilotaje » que se emparenta demasiado con los simuladores de vuelo

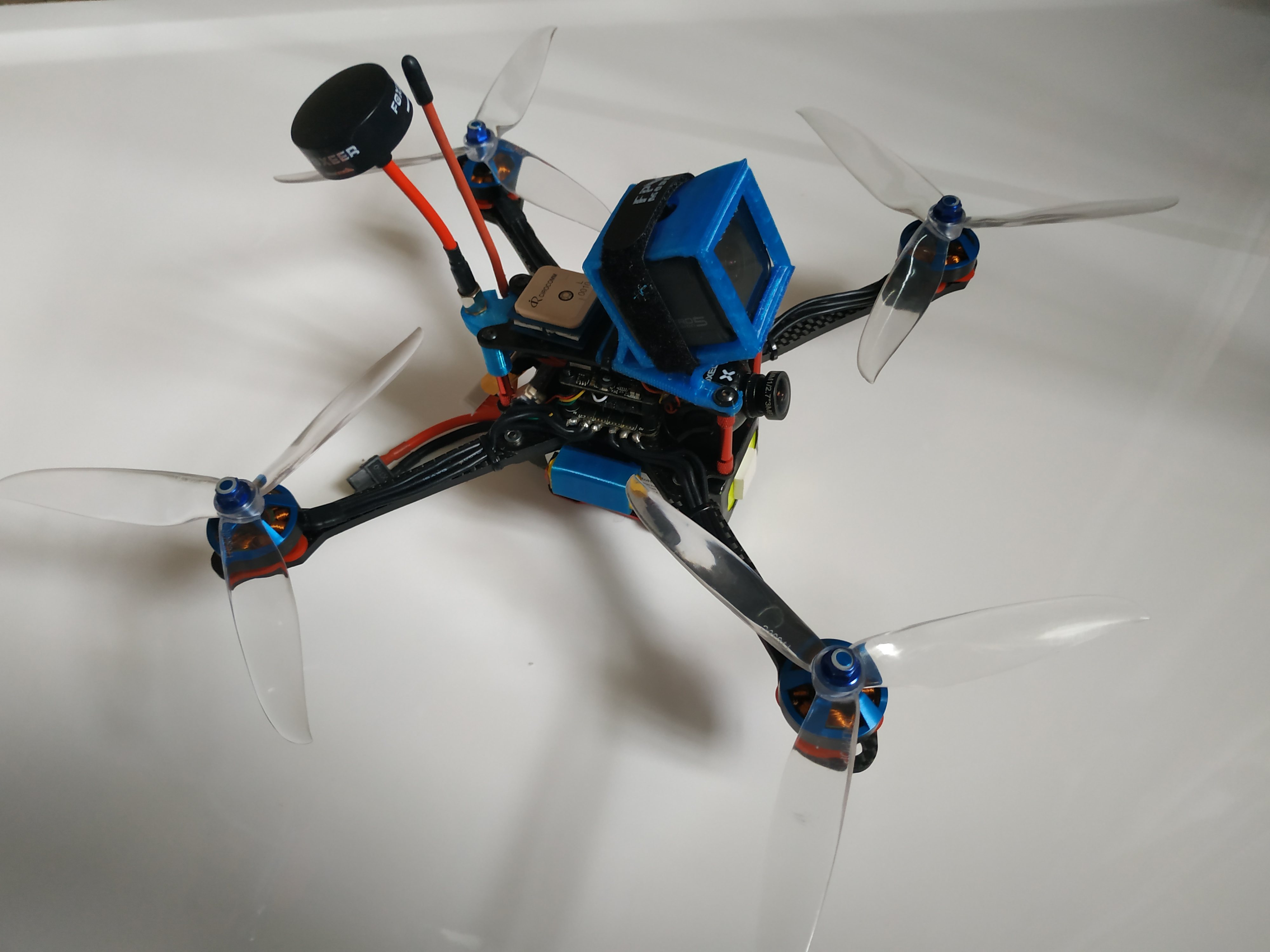
dron fpv

## Partes del Equipo FPV
El equipo de FPV constará de varias partes: el emisor de video ( comúnmente conocido como transmisor de video o Vtx), el receptor de video o Vrx (que en nuestro caso serán las gafas FPV o un monitor con receptor FPV integrado) y la cámara FPV que enviará la imagen gracias al transmisor. También tendremos las antenas, que juegan un papel fundamental en nuestro equipo.